# 托馬斯·林賽 (大主教)
托馬斯·林賽（英語：Thomas Lindsay，或Lindesay、Lyndesay），D.D.、B.D.、M.A （1656－1724年） 是一位英國國教會的神職人員，服務於愛爾蘭國教會 。
他是一位蘇格蘭部長的兒子，1656年生於英格蘭多塞特郡布蘭福德。